# Nyctemera adversata
Nyctemera adversata (Schaller, 1788) — вид бабочек из рода Nyctemera (Erebidae: Arctiinae), подрода Orphanos Hübner, [1825].

## Ареал
Вид обитает в Индии, Непале, Китае, Бангладеш, Японии, Таиланде, Малайзии, Индонезии (Суматра, Ява, Борнео), на Шри-Ланке и Филиппинах. В 2015 году впервые найден в Мьянме.

## Морфология
Бабочка средних размеров, размах крыльев 36-50 мм. Основной цвет крыльев белый с темно-серым рисунком.